# NK Šmartno
Nogometni klub Šmartno (tiếng Việt: Câu lạc bộ bóng đá Šmartno), thường hay gọi NK Šmartno hoặc đơn giản Šmartno, là một câu lạc bộ bóng đá Slovenia đến từ Ljubljana. Câu lạc bộ được thành lập năm 1979.